# Edvin Wide
Emil Edvin Wide (ur. 22 lutego 1896 w Kimito na terytorium Finlandii, zm. 19 czerwca 1996 w Sztokholmie) – szwedzki lekkoatleta średnio- i długodystansowiec, pięciokrotny medalista olimpijski.
Startował na trzech igrzyskach olimpijskich, z każdych przywożąc medal. Na igrzyskach olimpijskich w 1920 w Antwerpii zdobył brązowy medal w biegu 3000 metrów drużynowo, razem z kolegami z zespołu Erikiem Backmanem i Svenem Lundgrenem. Na tych samych igrzyskach startował również w biegu na 1500 metrów, ale odpadł w przedbiegach.  
Na igrzyskach olimpijskich w 1924 w Paryżu Wide zdobył srebrny medal w biegu na 10 000 metrów przegrywając jedynie z Finem Ville Ritolą. W biegu na 5000 metrów zdobył brązowy medal (pokonali go Paavo Nurmi i Ritola). Wide wystartował także w biegu na 3000 metrów drużynowo, ale zespół szwedzki odpadł w przedbiegach. Nie ukończył biegu przełajowego. 7 czerwca 1925 w Halmstad Wide poprawił rekord świata Nurmiego w biegu na 3000 metrów wynikiem 8:27,6 (Nurmi odzyskał rekord w 1928). W 1926 był laureatem Svenska Dagbladets guldmedalj – nagrody dla najlepszego sportowca Szwecji (wspólnie z Arne Borgiem).
Na igrzyskach olimpijskich w 1928 w Amsterdamie Wide zdobył dwa brązowe medale na 5000 metrów i na 10 000 metrów (pokonali go znowu Nurmi i Ritola, którzy zdobyli po 1 złotym i 1 srebrnym medalu). W biegu na 1500 metrów odpadł w przedbiegach.
Wide był dwukrotnym rekordzistą Szwecji na 1500 metrów (do 3:51,8 w 1926, pobity w 1934), dwukrotnym na 5000 metrów (do 14:40,4 z 1925, poprawiony w 1936) oraz na 10 000 metrów (30:55,2 w 1924, pobity w 1939). Dwanaście razy był indywidualnym mistrzem Szwecji.
Zakończył karierę w 1930. Pracował potem jako nauczyciel, a później dyrektor szkoły. Zmarł w wieku 100 lat.